# Église Saint-Pierre de Quimerch
Pour les articles homonymes, voir Église Saint-Pierre.
L'église Saint-Pierre de Quimerc'h est une église en ruines située dans la commune française de Pont-de-Buis-lès-Quimerch, dans le département du Finistère. C'est l'ancienne église de la paroisse de Quimerch, construite au XVe siècle et abandonnée en 1877. Elle est accompagnée de son enclos paroissial duquel subsiste le mur de clôture et l'ossuaire.
Après une inscription en 1930, l'église est classée monument historique depuis le 23 avril 1932 ;  l'ossuaire depuis le 17 novembre 1966.

## Historique
Quimerch est cité dès 1220 dans un cartulaire du diocèse de Quimper.
Les parties les plus anciennes de l'église actuelle, le chœur avec l'enfeu des seigneurs du Bot, remontent au XVe siècle. Le reste de l'édifice date majoritairement d'une campagne de construction du milieu du XVIe siècle. La date de 1550 est gravée à l'entrée du chœur.
Le calvaire est édifié à la même époque.
Comme l'indique une date sur un ancien linteau, l'ossuaire a été édifié aux alentours de 1579.
Le porche d'entrée de l'enclos, de style renaissance bretonne a été édifié en 1623,.
L'évènement majeur de l'histoire de l'église et de son enclos est son abandon en 1877 au profit de l'église du Sacré-Cœur, nouvellement construite dans le nouveau bourg de Quimerc'h. À cette époque, la municipalité décide en effet le transfert du centre administratif de l'actuel Vieux-Bourg vers un village beaucoup plus accessible, car situé sur la grande route entre Quimper et Landerneau, et à proximité de la nouvelle voie de chemin de fer.
Le choix est donc fait de créer une nouvelle église paroissiale, en remplacement de Saint-Pierre. Les cloches et les objets de cultes sont transférés dans la nouvelle église, et l'ancienne est abandonnée, mais non détruite. De même, le cimetière, auparavant situé au sein de l'enclos paroissial, est déplacé au nouveau bourg, avec son calvaire. Le porche d'entrée est acheté en 1875 par une famille de notables et réutilisé dans le nouveau cimetière comme chapelle funéraire privée.
L'ossuaire devient une habitation.
À la suite de son abandon, l'église tombe en ruine, suivie au cours du XXe siècle par l'ossuaire.
Il faudra attendre 1930 pour que les vestiges de l'église soient inscrits à l'inventaire des monuments historiques, puis classés en 1932. Les ruines de l'ossuaire seront quant à elles classées en 1966.
À la fin du siècle, l'enclos et ses ruines sont mis en valeur. L'ossuaire sera restauré par une association dans les années 1990.

## Description

### L'église
L'église est en forme de croix latine orientée vers l'Est. Elle comprend une nef avec deux bas-côtés, un transept et un chevet rectangulaire éclairée par une maîtresse-vitre. La façade occidentale est surmontée d'un clocher muni d'une haute flèche polygonale ajourée.

L'ensemble construit au XVe siècle est de style gothique teinté de Renaissance. La date de 1550 est gravée à l'entrée du chœur.

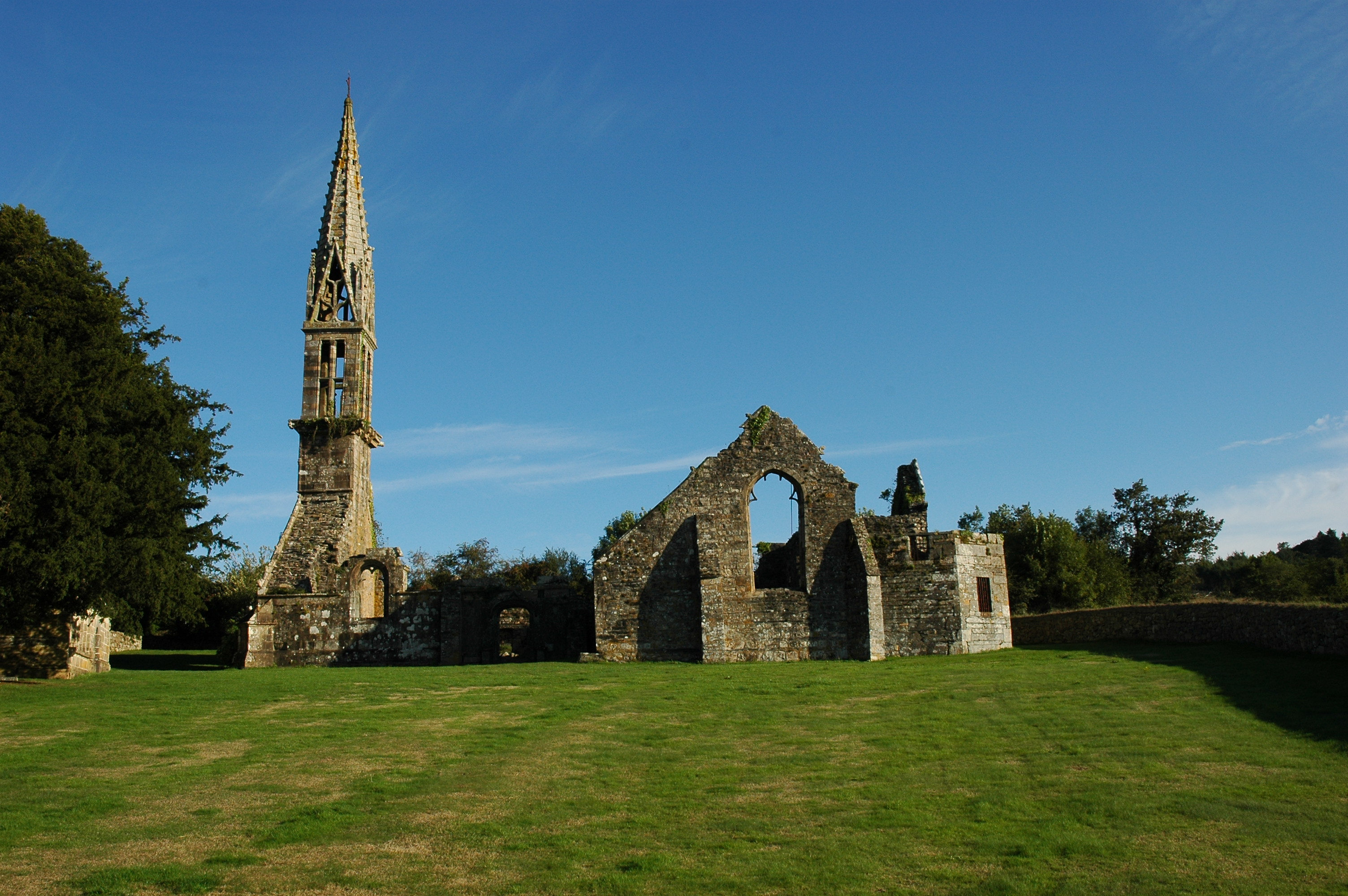
Vue d'ensemble de l'église.
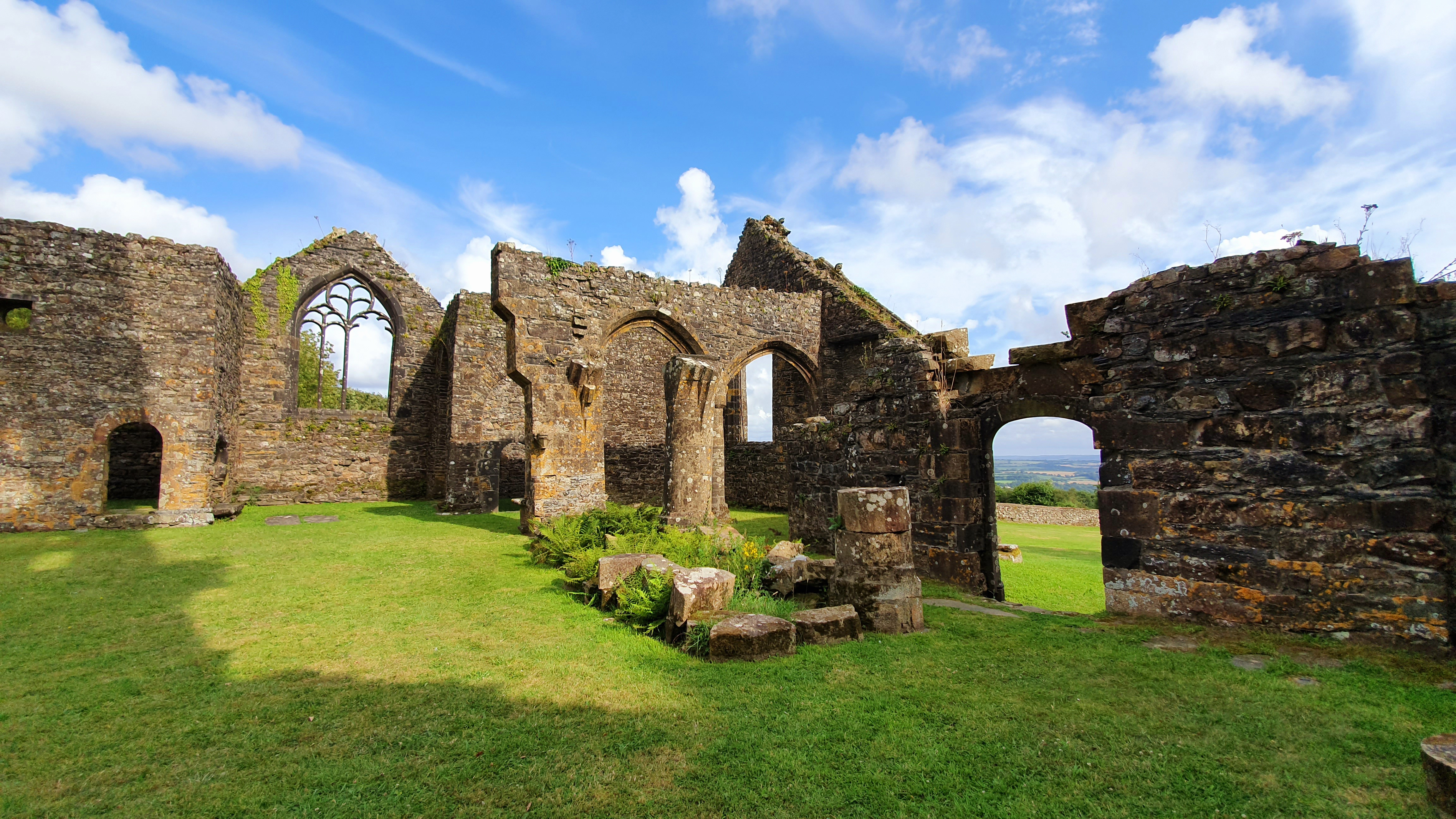
Intérieur des ruines.
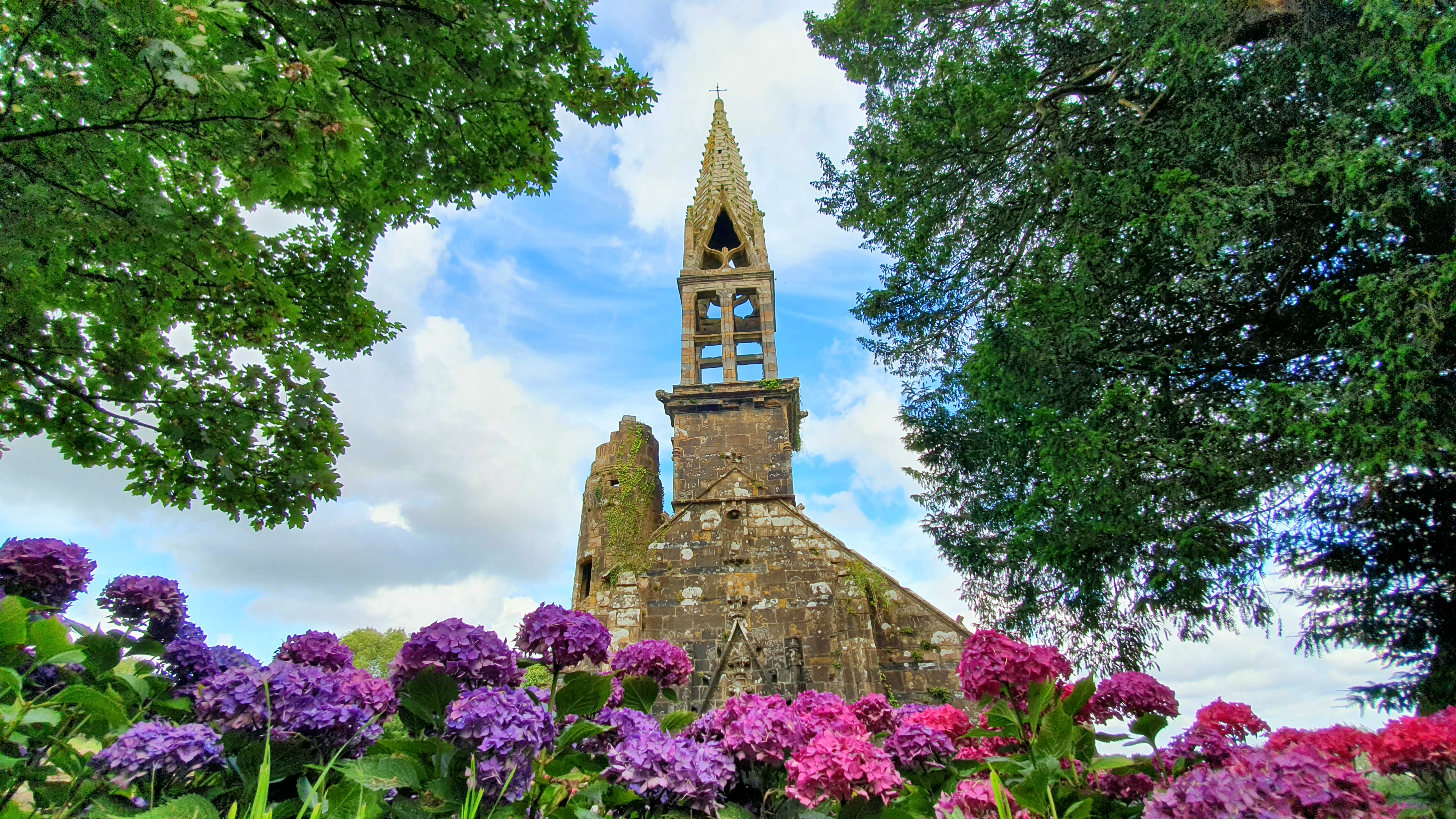
Le clocher.

### L'enclos paroissial
L'enclos comprenait jusqu'en 1875 tous les attributs de l'enclos type : église entourée de son cimetière, accompagnée d'un ossuaire et d'un calvaire, le tout ceinturé d'un mur de clôture ouvert par un porche monumental. L'enclos est de forme trapézoïdale, l'église est située dans la partie Nord, l'ossuaire en limite Ouest.

#### L'ossuaire

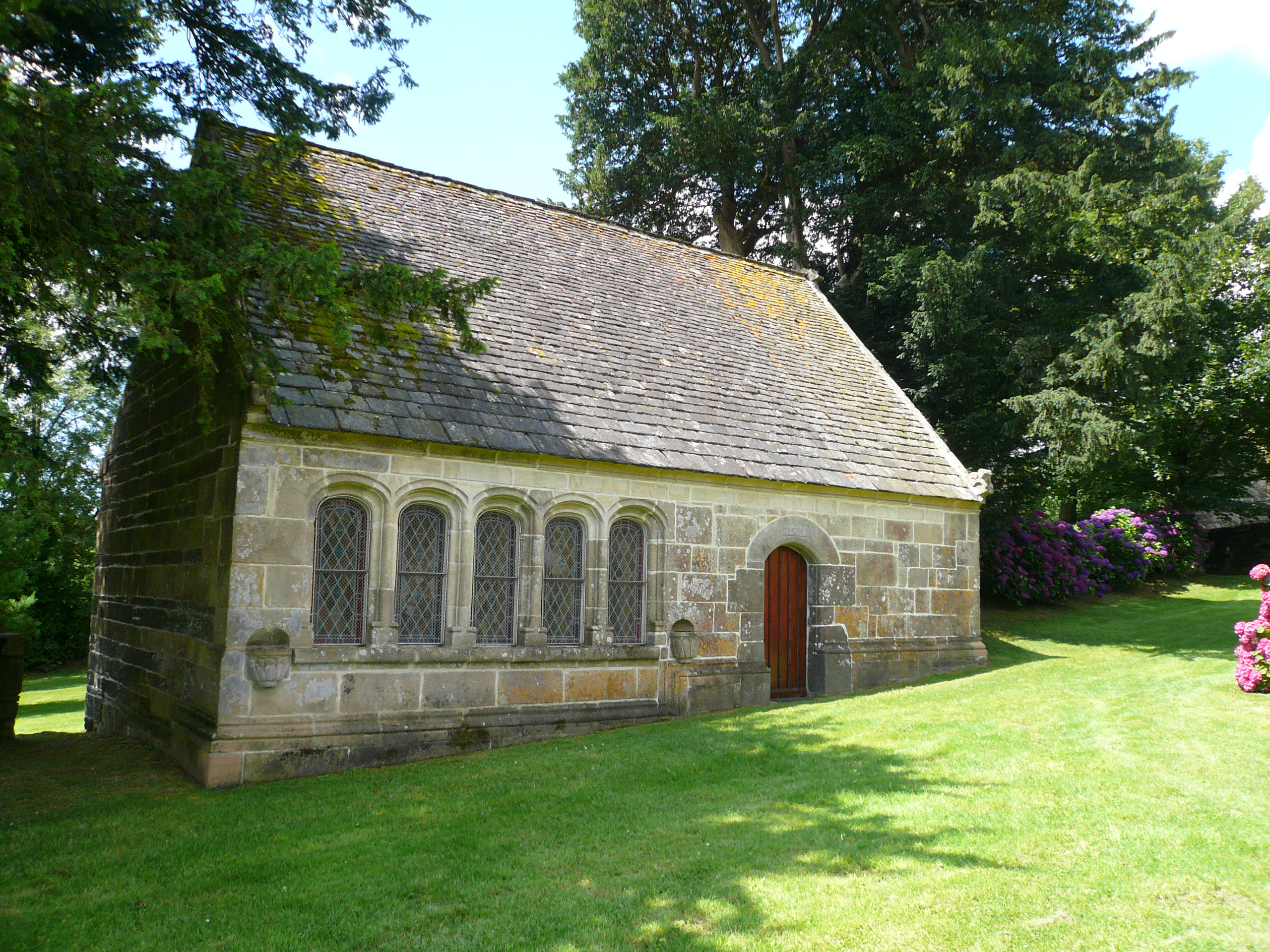
Vue d'ensemble de l'ossuaire

L'ossuaire date de la fin du XVIe siècle, et servit d'habitation entre 1877 et 1914. En ruine depuis le milieu du vingtième siècle, il a été entièrement restauré dans les années 1990 par une association de bénévoles.
Il se compose d'un bâtiment rectangulaire couvert d'ardoises. Cinq baies de style renaissance et une porte en plein cintre s'ouvrent dans sa façade orientale ; deux bénitiers sont également présents. Les murs sont construits en granit, et à l'exception de la façade principale, avec des assises intermédiaires en schiste. 

#### Le porche d'entrée
Le porche d'entrée méridional de l'enclos a été démonté en 1875 et transféré pour servir de chapelle funéraire dans le cimetière du nouveau bourg.
Construit entièrement en granit en 1623, il est de plan carré, avec un toit pyramidal. La modénature est de style renaissance, reprenant des éléments empruntés au Traité d'architecture de Philibert Delorme.

#### Le calvaire
Comme le porche d'entrée, le calvaire est actuellement situé dans le nouveau cimetière, situé au bourg de Quimerch.
Le calvaire appartient au type des calvaires à fût unique soutenant, sur des encorbellements, la crucifixion, les croix des larrons et les figures de la Vierge et de Saint Pierre. Il est construit en granit et date de la fin du XVIe siècle.